# Dichaetomyia watasei
Dichaetomyia watasei är en tvåvingeart som beskrevs av Shinonaga 2000. Dichaetomyia watasei ingår i släktet Dichaetomyia och familjen husflugor. Inga underarter finns listade i Catalogue of Life.